# Филиппини, Франческо Венанцио
Франче́ско Вена́нцио Филиппи́ни (итал. Francesco Venanzio Filippini OFM, 26 мая 1890 года, Нуволера, Италия — 31 марта 1973 года, Могадишо, Сомали) — католический епископ Апостольского викариата Могадишо с 23 мая 1933 года по 19 октября 1970 года. Член монашеского ордена францисканцев.

## Биография
В сентябре 1902 года вступил в монашеский орден францисканцев. В ноябре 1906 года принёс временные монашеские обеты. Богословское образование получил в университете Антониано в Милане. В сентябре 1911 года был призван на военную службу. В течение двух месяцев служил в военном и гражданском госпиталях. 7 сентября 1913 года был рукоположен в священники. В сентябре 1913 года отправился в Ливию, где служил секретарём апостольского викария Ливии. Во время Ливийской войны служил капелланом в окрестностях Хомса. С 1919 года — настоятель католического прихода в Триполи и с 1924 года — приходской священник кафедрального собора в Триполи.
23 мая 1933 года римский папа Пий XI назначил его титулярным епископом Тинизы Нумидийской и ординарием Апостольского викариата Могадишо. 29 июня 1933 года в Триполи состоялось его рукоположение в епископы, которое совершил в Милане архиепископ Сассари Аркангело Мадзотти.
Будучи ординарием Могадишо основал в городе начальную семинарию, построил в Сомали несколько храмов и кафедральный собор Пресвятой Девы Марии Утешительницы в Могадишо (освящён в 1938 году). Издавал журнал «Somalia cristiana», который в 1958 году был переименован в «Il Richiamo» и позднее преобразован в «Il Popolo» с периодичностью два раза в месяц. Занимался благотворительной деятельность среди местного населения, построив в рядом с собором Дом бедняков с общежитиями, столовой, диспансером, школьные учреждения для девочек и приюты для детей-сирот. Основал многочисленные учебные профессиональные учреждения для обучения местного населения и открыл в Могадишо типографию и обувную фабрику, в которых предоставлялись рабочих места для сомалийских безработных. После второй мировой войны продолжил свою благотворительную деятельность, построив в Сомали лепрозорий (в 1953 году), больницу (в 1955 году).
В 1970 году подал в отставку и возвратился в родную деревню, где занимался историей Сомали. Скончался в 1973 году.